# Vito Maria Buscaino
Vito Maria Buscaino (Trapani, 1º dicembre 1887 – Napoli, 29 aprile 1978) è stato uno psichiatra italiano.

## Biografia
Laureatosi in medicina nel 1911, iniziò la sua formazione psichiatrica come assistente volontario alla clinica di San Salvi a Firenze. Ottenuta la libera docenza in Clinica delle malattie mentali e nervose nel 1917, svolse la sua attività didattica prima a Catania e poi a Napoli, dove creò una scuola di psichiatria improntata a nuovi indirizzi di studio e di ricerca.
Pubblicò numerose ricerche sulla fisiopatologia delle percezioni e delle emozioni. Fondò la rivista "Acta neurologica".